# Bartosz Rymaniak
Bartosz Rymaniak (Gostyń, 13 novembre 1989) è un calciatore polacco, difensore del Górnik Polkowice.

## Carriera

### Club

#### Inizi
È cresciuto nelle giovanili del Kania Gostyń e del Krobanka Krobia. Tornato nelle giovanili del Kania Gostyń, debutta in prima squadra nella stagione 2005-2006. Nell'estate 2007 si trasferisce al Jarota Jarocin, con cui debutta l'11 agosto 2007, nella vittoria per 5-1 contro il Victoria Korora. In quella stagione colleziona 27 presenze in campionato.

#### Zagłębie Lubin
Nell'estate del 2008, ha firmato un contratto con il Zagłębie Lubin. Inizialmente impiegato nella squadra riserve,, debutta in prima squadra il 29 ottobre 2008, nella sfida (vinta  4-1) contro il Ray Opalenica per gli ottavi di finale della Coppa di Polonia. Nove giorni dopo Rymaniak fa il suo debutto in campionato, nel successo interno contro il Dolcan Zabki. In quella stagione Rymaniak ha giocato sei partite la prima squadra (quattro in campionato e due in Coppa di Polonia) e, in virtù del secondo posto in I liga, ha ottenuto la promozione in Ekstraklasa. Dal 2009 al 2011 ha giocato anche alcune gare con le giovanili.

#### KS Cracovia
Nell'estate del 2014 si è trasferito a titolo definitivo al KS Cracovia. Ha esordito con la nuova maglia il 21 luglio 2014, nella sconfitta esterna contro il Górnik Zabrze.

#### Korona Kielce
Il 5 febbraio 2016 viene ufficializzato il trasferimento a titolo definitivo al Korona Kielce.

#### Piast Gliwice
Dopo aver giocato tre stagioni con la maglia dei giallorossi passa al Piast Gliwice, da poco laureatosi campione di Polonia. Qua rimane due anni, collezionando 36 presenze, prima di venire svincolato.

#### Górnik Łęczna
Il 14 luglio 2021 viene annunciato il suo passaggio a titolo definitivo al Górnik Łęczna.

### Nazionale
Ha debuttato in nazionale il 14 dicembre 2012, in Macedonia-Polonia, subentrando al minuto 46 al posto di Jakub Rzeźniczak.

## Statistiche

### Presenze e reti nei club
Statistiche aggiornate al 27 dicembre 2016.
Nelle seguenti statistiche non sono incluse né le stagioni nelle squadre riserve né le stagioni nelle squadre giovanili.
| Stagione              | Squadra               | Campionato            | Campionato | Campionato | Totale   | Totale |
| Stagione              | Squadra               | Campionato            | Presenze   | Reti       | Presenze | Reti   |
| --------------------- | --------------------- | --------------------- | ---------- | ---------- | -------- | ------ |
| 2005-2006             | Kania Gostyń          | II                    | ?          | ?          | ?        | ?      |
| 2006-2007             | Kania Gostyń          | II                    | ?          | ?          | ?        | ?      |
| Totale Kania Gostyń   | Totale Kania Gostyń   | Totale Kania Gostyń   | ?          | ?          | ?        | ?      |
| 2007-2008             | Jarota Jarocin        | II                    | 27         | 0          | 27       | 0      |
| 2008-2009             | Zagłębie Lubin        | I                     | 4          | 0          | 4        | 0      |
| 2009-2010             | Zagłębie Lubin        | EK                    | 7          | 0          | 7        | 0      |
| 2010-2011             | Zagłębie Lubin        | EK                    | 22         | 0          | 22       | 0      |
| 2011-2012             | Zagłębie Lubin        | EK                    | 17         | 0          | 17       | 0      |
| 2012-2013             | Zagłębie Lubin        | EK                    | 22         | 1          | 22       | 1      |
| 2013-2014             | Zagłębie Lubin        | EK                    | 31         | 1          | 31       | 1      |
| Totale Zagłębie Lubin | Totale Zagłębie Lubin | Totale Zagłębie Lubin | 103        | 2          | 103      | 2      |
| 2014-2015             | KS Cracovia           | EK                    | 26         | 0          | 26       | 0      |
| 2015-feb. 2016        | KS Cracovia           | EK                    | 11         | 0          | 11       | 0      |
| Totale KS Cracovia    | Totale KS Cracovia    | Totale KS Cracovia    | 37         | 0          | 37       | 0      |
| feb.-giu. 2016        | Korona Kielce         | EK                    | 12         | 0          | 12       | 0      |
| 2016-                 | Korona Kielce         | EK                    | 18         | 0          | 18       | 0      |
| Totale Korona Kielce  | Totale Korona Kielce  | Totale Korona Kielce  | 30         | 0          | 30       | 0      |
| Totale carriera       | Totale carriera       | Totale carriera       | 197+       | 2+         | 197+     | 2+     |

### Cronologia presenze e reti in nazionale
| Cronologia completa delle presenze e delle reti in nazionale ― Polonia | Cronologia completa delle presenze e delle reti in nazionale ― Polonia | Cronologia completa delle presenze e delle reti in nazionale ― Polonia | Cronologia completa delle presenze e delle reti in nazionale ― Polonia | Cronologia completa delle presenze e delle reti in nazionale ― Polonia | Cronologia completa delle presenze e delle reti in nazionale ― Polonia | Cronologia completa delle presenze e delle reti in nazionale ― Polonia | Cronologia completa delle presenze e delle reti in nazionale ― Polonia |
| Data                                                                   | Città                                                                  | In casa                                                                | Risultato                                                              | Ospiti                                                                 | Competizione                                                           | Reti                                                                   | Note                                                                   |
| ---------------------------------------------------------------------- | ---------------------------------------------------------------------- | ---------------------------------------------------------------------- | ---------------------------------------------------------------------- | ---------------------------------------------------------------------- | ---------------------------------------------------------------------- | ---------------------------------------------------------------------- | ---------------------------------------------------------------------- |
| 14-12-2012                                                             | Adalia                                                                 | Macedonia                                                              | 1 – 4                                                                  | Polonia                                                                | Amichevole                                                             | -                                                                      | 46’                                                                    |
| Totale                                                                 |                                                                        | Presenze                                                               | 1                                                                      |                                                                        | Reti                                                                   | 0                                                                      |                                                                        |